# Rafael Lebron
Rafael Lebron (* April 1983) ist ein US-amerikanischer Pokerspieler. Er ist zweifacher Braceletgewinner der World Series of Poker.

## Persönliches
Lebron arbeitet hauptberuflich als Autohändler in Puyallup im US-Bundesstaat Washington.

## Pokerkarriere

### Werdegang
Der Amerikaner kam durch David Williams, Phil Ivey und seinen besten Freund Ian Johns zum Poker und spielt fast ausschließlich bei der World Series of Poker (WSOP) im Rio All-Suite Hotel and Casino in Paradise am Las Vegas Strip. Seine erste Geldplatzierung bei einem Live-Pokerturnier erzielte Lebron Ende Juni 2014 bei der WSOP 2014. Dort belegte er beim in der Variante No Limit Hold’em gespielten Monster Stack den mit knapp 5000 US-Dollar dotierten 400. Platz. Bei der WSOP 2016 wurde er bei einem Turnier in Pot Limit Omaha Zweiter und erhielt mehr als 200.000 US-Dollar. Vier Tage später entschied der Amerikaner ein Event in Limit Hold’em für sich und sicherte sich ein Bracelet sowie den Hauptpreis von rund 170.000 US-Dollar. Auch 2017, 2018 und 2019 erzielte er jeweils WSOP-Geldplatzierungen, ohne jedoch an die vorherigen Erfolge anzuknüpfen. Nachdem es aufgrund der COVID-19-Pandemie keine WSOP-Hauptturnierserie 2020 gegeben hatte, gewann Lebron Anfang Oktober 2021 ein Event der WSOP 2021 in Seven Card Stud und erhielt sein zweites Bracelet sowie eine Siegprämie von über 80.000 US-Dollar.
Insgesamt hat sich Lebron mit Poker bei Live-Turnieren mehr als 600.000 US-Dollar erspielt.

### Braceletübersicht
Lebron kam bei der WSOP 29-mal ins Geld und gewann zwei Bracelets:
| Jahr | Buy-in (in $) | Turnier                | Teilnehmer | Preisgeld (in $) |
| ---- | ------------- | ---------------------- | ---------- | ---------------- |
| 2016 | 3000          | Limit Hold’em 6-Handed | 245        | 169.337          |
| 2021 | 1500          | Seven Card Stud        | 261        | 082.262          |